# مصعد (كيمياء)

مخطط لمصعد الزنك في خلية جلفانية

المَصْعَد وُتنقحر إلى الأنُود، هو مسرى كهربائي يمر خلاله تيار كهربائي ضمن جهاز كهربائي قطبي ذي أقطاب. تجري الإلكترونات باتجاه معاكس للتيار الكهربائي موجب الشحنة.
اعتقاد خاطئ منتشر بأن المصعد ذو قطبية موجبة دائماً. وهذا غالباً يأتي من حقيقة أنه في كل الأجهزة الكهركيميائية فإن الأنيونات المشحونة بشحنة سلبية anione تتحرك باتجاه المصعد والهوابط المشحونة إيجابيا cathione تتحرك بعيداً عنه.
إن قطبية المصعد ليست موجبة دائما، لكنها تعتمد على نوع الجهاز.
وإنما المصعد هو القطب الذي يحدث عنده عملية الاكسدة وهي التي تفقد فيه الذرات الالكترونات وهذا التعريف ينطبق على الخلايا الكهركيميائية، المنتجة للتيار الكهربائي بطرق التفاعل الكيميائي، مثل البطاريات والخلية الجلفانية وخلية دانيال.